# Zboża rzekome

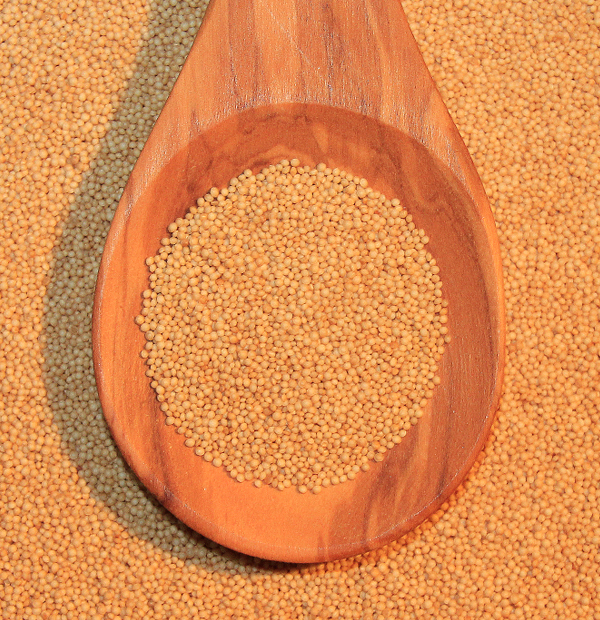
Szarłat wyniosły (amarantus)

Zboża rzekome, pseudocerealia, pseudozboża – zbiorowa nazwa roślin, które nie są trawami (Poaceae) i nie muszą być bliżej spokrewnione pomiędzy sobą, a które łączy wytwarzanie owoców podobnych do ziaren zbóż pod względem zasobności skrobi. 
Podobnie jak nasiona zbóż można je mleć na mąkę lub wykorzystywać w inny sposób. 
Pseudozboża nie zawierają glutenu i dlatego stanowią zamiennik zbóż dla osób chorych na celiakię lub z innych powodów stosujących dietę bezglutenową.

## Przykłady zbóż rzekomych

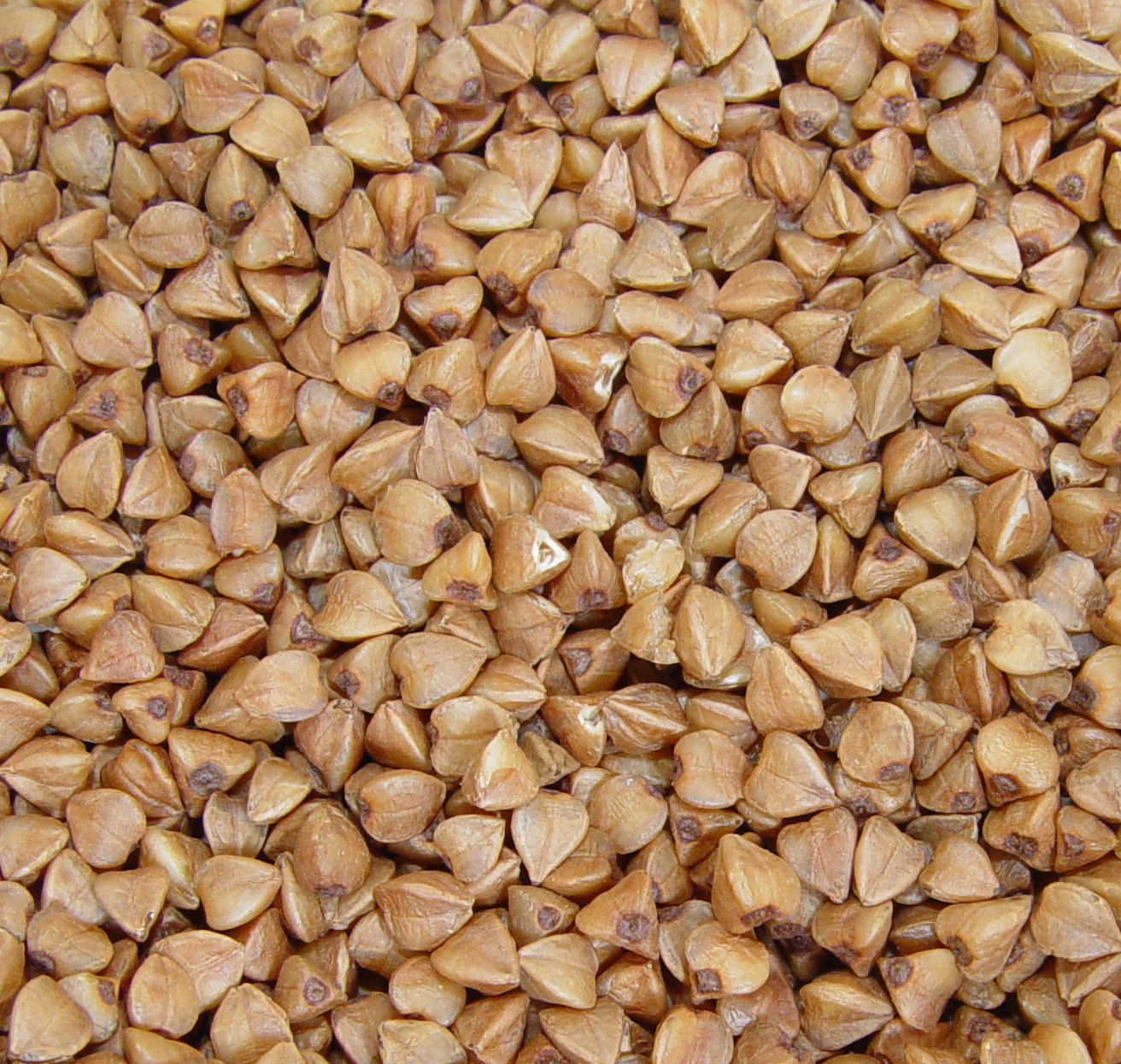
Gryka zwyczajna

Do grupy zbóż rzekomych zalicza się m.in.
- gryka zwyczajna Fagopyrum esculentum (zaliczana też do zbóż właściwych[3])[4][5],
- gryka tatarka (Fagopyrum tataricum)[6]
- szarłat koński Amaranthus hypochondriacus[5],
- szarłat wyniosły Amaranthus cruentus[4][5],
- szarłat zwisły, sz. ogrodowy Amaranthus caudatus[4][5],
- szałwia hiszpańska, chia Salvia hispanica[4],
- celozja srebrzysta Celosia argentea[4],
- komosa ryżowa, quinoa Chenopodium quinoa[4][5],
- komosa kanahua, k. bladołodygowa, canihua Chenopodium pallidicaule[4],
- komosa biała Chenopodium album[4],
- kotewka orzech wodny Trapa natans[3].

## Produkty ze zbóż rzekomych
| Rodzaj zboża rzekomego | Mąki (ziarna mielone) | Kasze naturalne (ziarna całe)         | Płatki (ziarna gniecione)  | Kasze łamane (ziarna ratyfikowane)                                                          | Otręby (łuski ziaren)          | Inne |
| ---------------------- | --------------------- | ------------------------------------- | -------------------------- | ------------------------------------------------------------------------------------------- | ------------------------------ | ---- |
| Amarantus (szarłat)    | Mąka z amarantusa     | Nasiona amarantusa                    | Płatki amarantusowe        |                                                                                             |                                |      |
| Gryka zwyczajna        | Mąka gryczana         | Kasza gryczana cała – prażona i biała | Płatki gryczane            | - Kasza gryczana łamana – prażona i biała - Kasza gryczana łamana drobna, biała (krakowska) | Otręby gryczane                |      |
| Komosa ryżowa          | Mąka z quinoa         | Quinoa (ryż peruwiański)              | Płatki quinoa              |                                                                                             | Otręby z komosy ryżowej Quinoa |      |
| Kotewka orzech wodny   |                       |                                       | Płatki z orzechami wodnymi |                                                                                             |                                |      |